# Manrique Pérez de Lara
Manrique Pérez de Lara (? - 1164) est un noble castillan, l'un des plus puissants de son époque. Régent de Castille pendant la jeunesse d'Alphonse VIII, il est le chef de la famille de Lara

## Biographie

### Origine
Manrique Pérez de Lara est le fils aîné du comte Pedro González de Lara et de la comtesse Ava, et hérite ainsi de la direction de la famille de Lara. Il a trois frères, Nuño Pérez de Lara, Álvaro de Lara et Rodriguo de Lara. 
Membre de la curie royale de Castille, il est enseigne royale en 1134 et 1135. Par la suite, il gouverne de nombreuses cités par mandat royal, tel qu'Ávila, Tolède, Madrid,  Medinaceli, Atienza, Los Ausines, San Esteban de Gormaz, Ségovie ou Baeza, depuis 1147 pour cette dernière. À partir du 21 août 1145, il est titré comte, comme le signale une archive de la cathédrale d'Ourense.

### Reconquista
Après avoir gouverné Tolède, il est l'un des commandants de la Reconquista qui vise à chasser les musulmans d'Espagne, à partir du début de 1147. Dans le cadre de ces combats, menés par Alphonse VII, il participe à de nombreuses prises, dont celles de Calatrava la Vieja, puis d'Úbeda et Baeza (dont il est nommé gouverneur), Baños, Almería (victoire le 17 octobre 1147) puis finalement Andújar, lors d'une campagne en 1155.
Le 21 avril 1154, il s'octroie la seigneurie de Molina de Aragón, territoire qui deviendra ensuite une des places-fortes de la famille de Lara pendant plus d'un siècle. Pour s'emparer du lieu, il est parti de sa seigneurie de Medinaceli, et le roi Alphonse VII ne s'opposant pas à lui, car il est alors un de ses plus fidèles vassaux, il n'hésite pas à prendre possession du domaine. 

### Guerre d'influence avec les Castro

#### Régence d'AlphonseVIII
Lorsque Alphonse VII meurt le 21 août 1157, c'est son fils, Sanche III de Castille qui prend le pouvoir, mais ne le conserve qu'un an, date de sa mort. Son fils, le futur Alphonse VIII, n'a alors que trois ans. La tutelle est confiée à Gutierre Fernández de Castro, grand ami du précédent roi, alors que Manrique Pérez de Lara obtient la régence du royaume de Castille. Néanmoins, lui et ses frères désirent aussi assurer l'éducation du jeune roi, et ils convainquent Gutierre Fernández de Castro de leur confier l'enfant, même s'ils lui promettent qu'il conservera la tutelle. 
Lorsqu'en 1159, le noble Castro souhaite récupérer l'enfant, les Lara refusent et la situation s'envenime. Gutierre Fernández de Castro réunit ses troupes et obtient l'aide de roi de León, Ferdinand II, oncle du prince détenu par les Lara. Cela mène à un premier affrontement, la bataille de Lobregal, en mars 1160. Là, les troupes commandées par Nuño Pérez de Lara sont vaincues par celles de Fernan Rodriguez de Castro, et Nuño Pérez de Lara est capturé. Il sera alors libéré quelques mois plus tard, lors d'un accord entre les deux partis, accord finalement assez favorables aux Lara malgré la défaite, étant donné qu'ils garderont l'enfant-roi.

#### Opposition àFerdinandIIde Leon
En 1162, la ville de Salamanque se soulève contre le roi Ferdinand II qui avait redéfinit la charte de la ville défavorablement pour les habitants, afin que ceux-ci quittent la cité et aillent repeupler Ledesma et Ciudad Rodrigo. Ces émeutes sont soutenus par les milices d'Avila, qui dépendent elles-mêmes du pouvoir de Manrique Pérez de Lara. 
En représailles de ce soutien, le roi entre en Castille, avec la famille de Castro, et s'empare de plusieurs places fortes des Lara, dont Ségovie et Tolède, à partir du 9 août 1162. Ces lieux sont alors placés sous la gouvernance de Fernan Rodriguez de Castro. Ainsi, les Lara, voyant leur pouvoir gravement érodé, sont contraints de remettre l'enfant-roi à Ferdinand II. Néanmoins, celui-ci exige que l'enfant lui rende hommage et fasse acte de vassalité. Il aurait ainsi tout pouvoir sur le royaume de Castille, ce que refuse catégoriquement Manrique Pérez de Lara. En conséquence, alors que la cérémonie de vassalité est en préparation, l'enfant s'est mis à pleurer. Alors qu'il était emmené dans une maison pour se calmer, un des vassaux des Lara, Pedro Núñez de Fuentearmegil, a caché l'enfant et l'a exfiltré de la ville, avant de l'emmener au château de San Esteban de Gormaz, contrôlé par Manrique Pérez de Lara. Dès lors, le frère de ce dernier, Nuño Pérez de Lara, a emmené l'enfant à Atienza, où il a refusé de le remettre à Ferdinand II, qui a accusé les Lara de félonie. Manrique Pérez de Lara a alors répondu qu'en tant que descendant des comtes de Castille, « sa première obligation était de libérer son roi, qui était pleinement souverain, de tout vassalité et servitude indue ».

#### Derniers combats
Néanmoins, l'histoire ne s'arrête pas là, car Manrique Pérez de Lara tient à récupérer ses cités. Ainsi, alors que le gouverneur de celles-ci, Fernan Rodriguez de Castro, part pour le royaume de León, l'armée des Lara est préparée et s'empare de plusieurs places-fortes, avant le retour de l'autre, qui, poursuivit, se réfugie au château de Huete. C'est alors que la bataille de Huete débute, le 9 juillet 1164. Le camp des Lara exige le retrait des troupes des Castro, ce qui est bien entendu refusé par leur chef. L'armée se met alors en branle, et même si les détails sur le combat ne sont point connus, on sait que Manrique Pérez de Lara, est tué, apparemment par Fernan Ruiz de Castro lui-même. 
La bataille est ainsi une victoire pour les Castro. Les deux frères Lara survivants conduisent alors le retraite vers la cité de Zorita de los Canes, ayant toujours en leur possession le prince Alphonse VIII. Grâce à celui-ci, les Lara ressortent finalement vainqueurs de cette longue guerre d'influence, ce qui cause l'exil des Castro dans le Royaume de Léon, et le passage de certains d'entre eux dans le camp des Almohades, afin de continuer le combat.
Le corps de Manrique Pérez de Lara est inhumé au monastère de Santa María de Huerta.

## Lignée
Manrique Pérez de Lara se marie avant 1154 avec Ermessinde (? - 1177), fille du vicomte de Narbonne Aymeri II, dont :
- Pedro Manrique de Lara (av. 1161 - 1202), vicomte de Narbonne ;
- Manrique / Aimeric  (av. 1161 - 1177) ;

- Guillermo Manrique de Lara (av. 1164 - après 1195) ;
- María Manrique de Lara (av. 1164 - après 1183) ;
- Sancha Manrique de Lara (av. 1164 - 1187) ;
- Ermengarda Manrique de Lara (av. 1164 - 1189).
- et peut-être Arnaud Amaury (?-1225), archevêque de Narbonne.